# Agelenidae

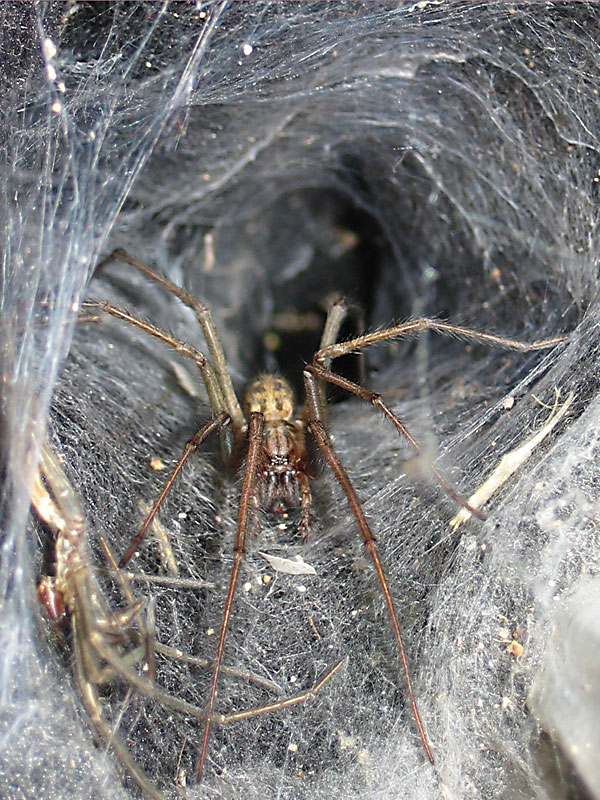
Tegenaria duellica (em fuga).

Agelenidae é uma família de aranhas araneomorfas sedentárias, construtoras de teias em tubo com zonas estendidas em "toalha". A família inclui cerca de 500 espécies agrupadas 40 géneros com ampla dispersão geográfica. Inclui algumas espécies de dimensões comparativamente grande (10–15 mm) e a espécie europeia venenosa para humanos Tegenaria agrestis (introduzida no noroeste da América do Norte). Os géneros mais conhecidos são Agelenopsis, Hololena e Agelena. Este último género inclui várias aranhas semi-sociais que vivem em complexas redes comunais em África, incluindo Agelena consociata. Sem serem eussociais, a estrutura social dessas aranhas inclui a cooperação na captura de presas e o cuidado dos juvenis.

## Descrição
A aranha caminha sempre sobre a teia e permanece geralmente dentro das zonas tubulares que se encontram mais abrigadas.
O número de tubos, aberturas e tamanho das toalhas varia muito com as espécies.
Possuem um par de pulmões lamelados e um sistema traqueal com uma abertura única na zona ventral posterior do abdómen. A carapaça tem as duas regiões bem distintas com a zona cefálica comprida e estreita e a zona torácica mais larga e aplanada.
Os ocelos são em número de 8 distribuídos em duas linhas transversais de 4. Quelíceras robustas e dentadas e corpo coberto de pelos.

## Taxonomia
A família Agelenidae inclui os seguintes géneros:
- Acutipetala Dankittipakul & Zhang, 2008 — Tailândia
- Agelena Walckenaer, 1805 — Paleárctico, África
- Agelenella Lehtinen, 1967 — Iémen, Socotra
- Agelenopsis Giebel, 1869 — América do Norte
- Ageleradix Xu & Li, 2007 — China
- Agelescape Levy, 1996 — Mediterrâneo
- Ahua Forster & Wilton, 1973 — Nova Zelândia
- Allagelena Zhang, Zhu & Song, 2006 — Eurásia
- Alloclubionoides Paik, 1992 — Eurásia
- Aterigena Bolzern, Hänggi & Burckhardt, 2010 — China, Mediterrâneo
- Azerithonica Guseinov, Marusik & Koponen, 2005 — Azerbaijão
- Barronopsis Chamberlin & Ivie, 1941 — Cuba, EUA, Bahamas
- Benoitia Lehtinen, 1967 — China, África, Chipre, Israel, Iémen
- Bifidocoelotes Wang, 2002 — Taiwan, Hong Kong
- Calilena Chamberlin & Ivie, 1941 — EUA, México
- Coelotes Blackwall, 1841 — Paleárctico
- Coras Simon, 1898 — América do Norte
- Draconarius Ovtchinnikov, 1999 — Ásia
- Femoracoelotes Wang, 2002 — Taiwan
- Hadites Keyserling, 1862 — Croácia
- Himalcoelotes Wang, 2002 — Butão, Nepal, China
- Histopona Thorell, 1869 — Europa
- Hololena Chamberlin & Gertsch, 1929 — América do Norte
- Huangyuania Song & Li, 1990 — China
- Huka Forster & Wilton, 1973 — Nova Zelândia
- Hypocoelotes Nishikawa, 2009 — Japão
- Inermocoelotes Ovtchinnikov, 1999 — Europa
- Iwogumoa Kishida, 1955 — Ásia
- Kidugua Lehtinen, 1967 — Congo
- Leptocoelotes Wang, 2002 — Taiwan, China
- Lineacoelotes Xu, Li & Wang, 2008 — China
- Longicoelotes Wang, 2002 — China, Ryukyu
- Lycosoides Lucas, 1846 — Mediterrâneo, Azerbaijão
- Mahura Forster & Wilton, 1973 — Nova Zelândia
- Maimuna Lehtinen, 1967 — Mediterrâneo Oriental
- Malthonica Simon, 1898 — Mediterrâneo, Europa à Ásia Central, EUA ao Chile, Nova Zelândia
- Melpomene O. P-Cambridge, 1898 — EUA ao Panama
- Mistaria Lehtinen, 1967 — África Central e Oriental, Iémen
- Neoramia Forster & Wilton, 1973 — Nova Zelândia
- Neorepukia Forster & Wilton, 1973 — Nova Zelândia
- Neotegenaria Roth, 1967 — Guiana
- Neowadotes Alayón, 1995 — Hispaniola
- Notiocoelotes Wang, Xu & Li, 2008 — Ásia
- Novalena Chamberlin & Ivie, 1942 — EUA a El Salvador
- Olorunia Lehtinen, 1967 — Congo
- Oramia Forster, 1964 — Nova Zelândia
- Oramiella Forster & Wilton, 1973 — Nova Zelândia
- Orepukia Forster & Wilton, 1973 — Nova Zelândia
- Orumcekia Koçak & Kemal, 2008 — Ásia
- Paramyra Forster & Wilton, 1973 — Nova Zelândia
- Pireneitega Kishida, 1955 — Paleárctico
- Platocoelotes Wang, 2002 — China, Japão
- Porotaka Forster & Wilton, 1973 — Nova Zelândia
- Pseudotegenaria Caporiacco, 1934 — Balcãs, Líbia
- Robusticoelotes Wang, 2002 — China
- Rualena Chamberlin & Ivie, 1942 — EUA à Guatemala
- Spiricoelotes Wang, 2002 — China, Japão, Ilhas Ryukyu
- Tamgrinia Lehtinen, 1967 — Índia, China
- Tararua Forster & Wilton, 1973 — Nova Zelândia
- Tegecoelotes Ovtchinnikov, 1999 — Ásia
- Tegenaria Latreille, 1804 — cosmopolita
- Textrix Sundevall, 1833 — Europa, Mediterrâneo, Etiópia
- Tikaderia Lehtinen, 1967 — Himalaias
- Tonsilla Wang & Yin, 1992 — China
- Tortolena Chamberlin & Ivie, 1941 — EUA, México à Costa Rica
- Tuapoka Forster & Wilton, 1973 — Nova Zelândia
- Urocoras Ovtchinnikov, 1999 — Europa
- Wadotes Chamberlin, 1925 — América do Norte